# Biltong

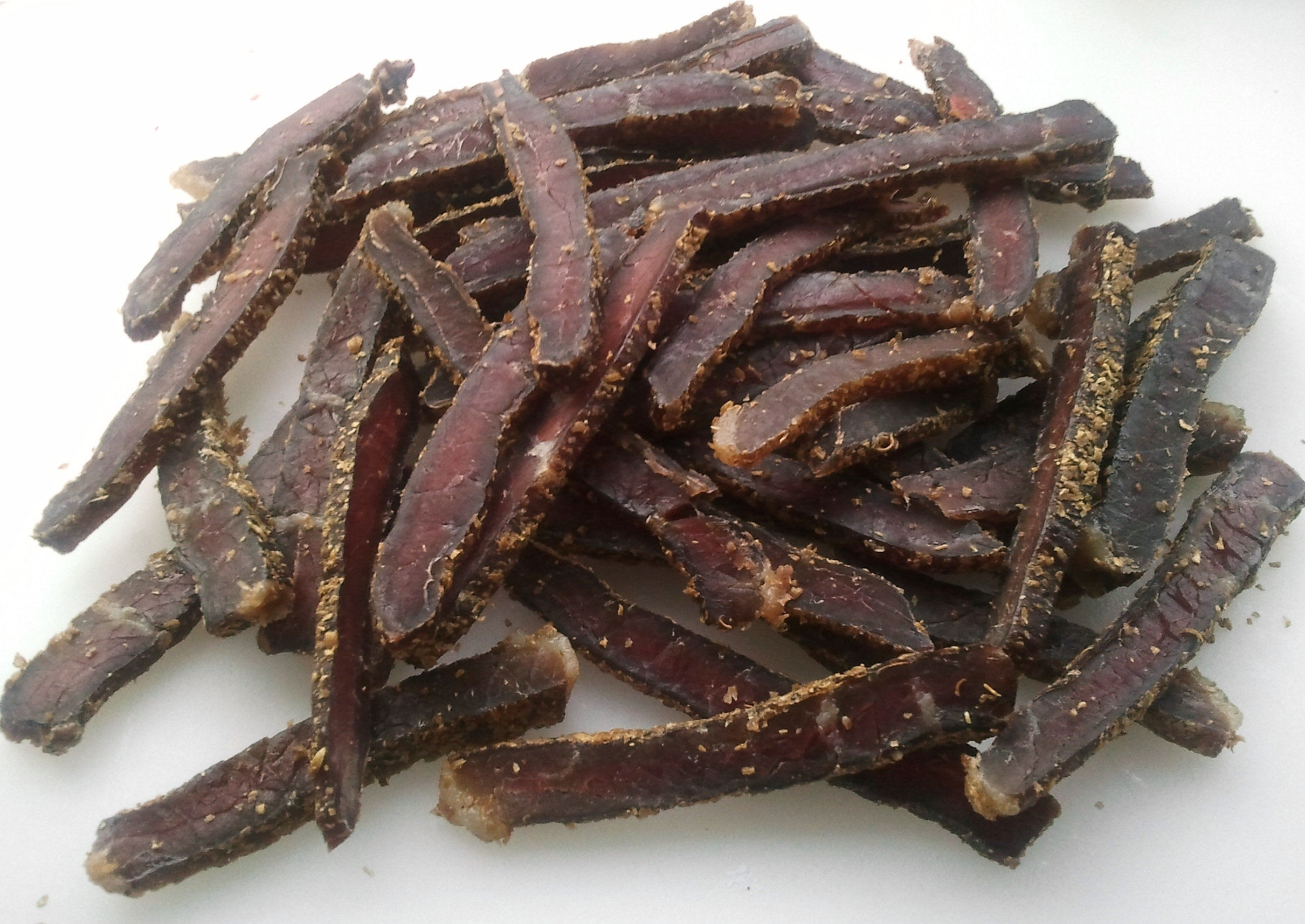
Fatias de carne de biltong

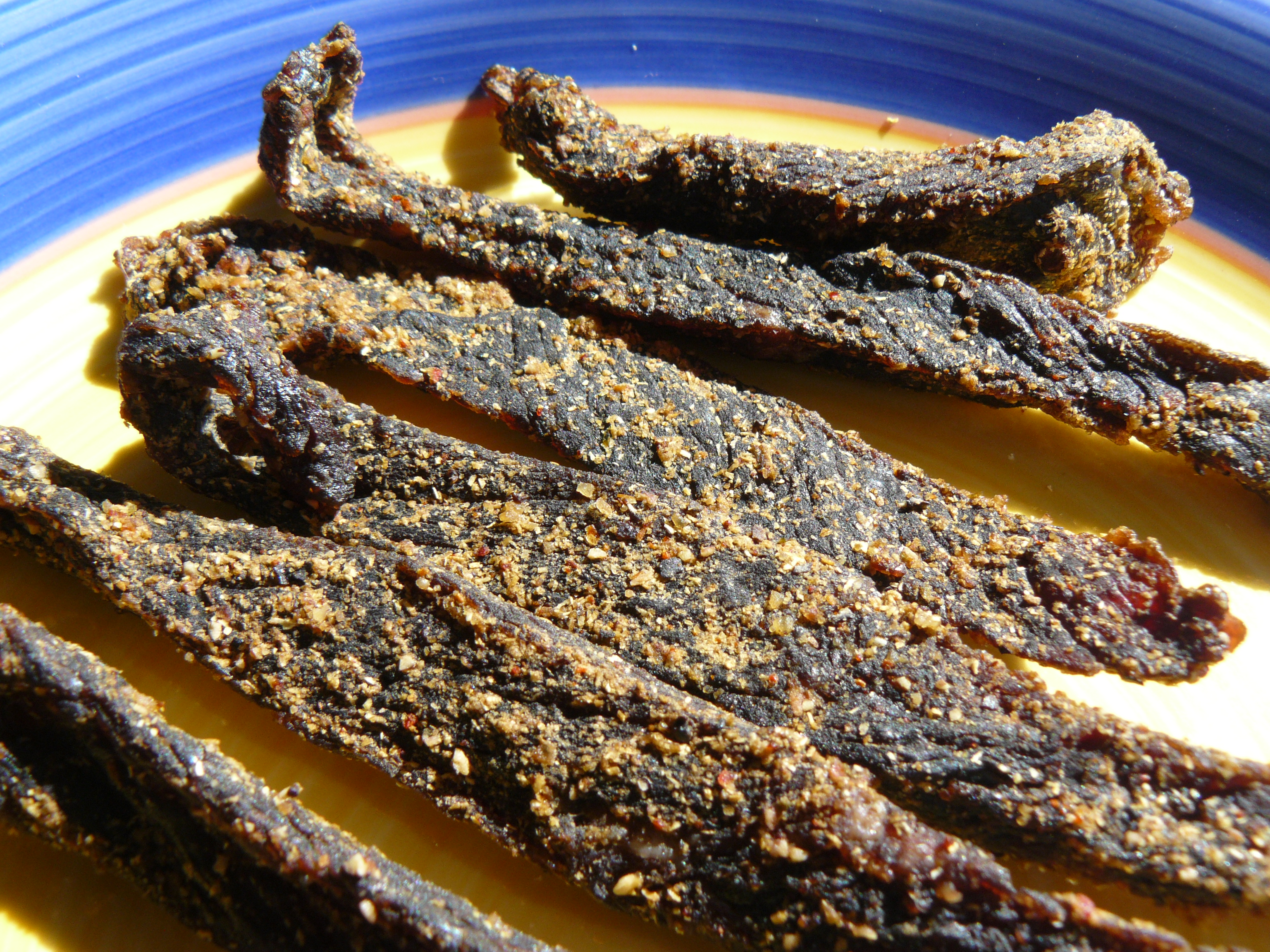
Biltong caseiro

Biltong é uma forma de carne seca e curada, originária da África do Sul. Diversos tipos de carne são utilizados para produzir a iguaria, como carne bovina, de caça e de avestruz. É normalmente feito a partir de filés crus de carne cortados em tiras seguindo o sentido das fibras do músculo.
O biltong é semelhante ao charque por ambos serem carnes secas e temperadas, mas as carnes usadas, o sabor e os processos de produção são diferentes; o biltong, também, costuma ser muito menos doce que a carne de charque. O nome do prato vem do holandês bil ("cauda") e tong ("tira" ou "língua").

## Origem
A cura de carnes como técnica de sobrevivência data de tempos antigos. Os povos indígenas da África Austral, como os Khoikhoi, conservavam a carne de animais cortando-as em tiras, as curando com sal e deixando-as secar. Colonizadores europeus, da Holanda, França e Alemanha, que chegaram ao sul Africano no início do século XVII, utilizavam vinagre e salitre potássico para fazer a receita. O salitre utilizado era eficiente para matar Clostridium botulinum, a bactéria causadora do botulismo, enquanto a acidez do vinagre inibe o crescimento de bactérias. As propriedades antimicrobianas de especiarias como coentro, pimenta e cravo-da-índia também eram aproveitadas pelos holandeses na produção do biltong.

## Ingredientes
Os ingredientes mais comuns para fazer o biltong são carne, pimenta-do-reino, coentro, sal e vinagre.
Outros ingredientes que podem ser utilizados para produzir a versão moderna do alimento são vinagre balsâmico ou de malte, açúcar, pimentas chili secas, noz-moscada, páprica, suco de limão, alho, bicarbonato de sódio, molho inglês e cebola em pó.

## Carnes
Antes da introdução da refrigeração, o processo de cura era utilizado para a preservação de todos os tipos de carne na África do Sul. No entanto, biltong é mais comumente produzido a partir de carne bovina, principalmente pelo seu relativo baixo custo e abundante disponibilidade comercial, quando comparado às carnes de caça. 
Biltong também pode ser feito de:
- Frango, chamado simplesmente de biltong de frango
- Peixe, conhecido como bokkoms (biltong de carne de tubarão também pode ser encontrado na África do Sul).[5][6] Bokkoms não deve ser confundido com outras carnes de peixes curadas, como chaputa e snoek.
- Caça como cudo, springbok e gnus
- Avestruz

## Preparação
Tradicionalmente, o biltong era preparado somente durante os meses de inverno, quando o risco de crescimento de bactérias e fungos seria mínimo. Algumas receitas exigem que a carne seja marinada em uma solução de vinagre (geralmente de uva, mas podem ser usados o balsâmico e o de maçã) antes de temperá-la. A carne, então, deve ser deixada para descansar por algumas horas antes de ser posta para secar.
Os temperos usados geralmente consistem em partes iguais de sal grosso, coentro cortado, pimenta do reino e açúcar mascavo. A solução de vinagre e os temperos usados tem fins antibactericidas.

## Secamento

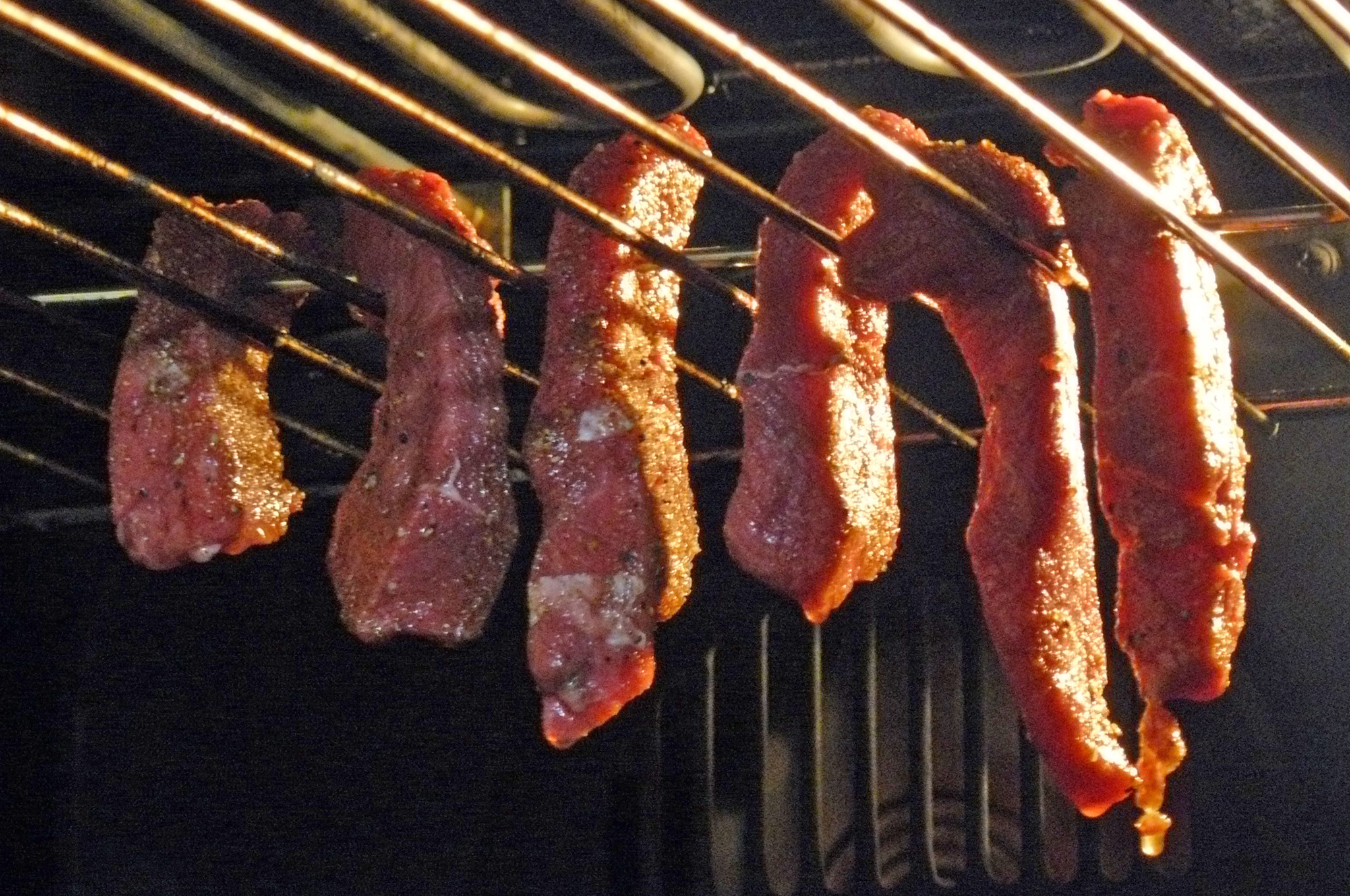
Biltong secando em um forno elétrico

O biltong tradicional era feito durante os meses de inverno, já que o ar frio e seco era muito mais eficiente em secar a carne de uma forma mais segura. O calor só foi introduzido no processo recentemente, por meio do uso de fornos elétricos. 
O processo clássico de secar a carne demora, em média, quatro dias. Um forno elétrico, com a temperatura entre 40–70 °C, demora aproximadamente quatro horas para secá-las. 